# Omniversum
Omniversum es una sala de cine de pantalla grande situada al oeste del distrito de Zorgvliet en La Haya. La pantalla es como una media esfera para el público y proporciona una mejor experiencia que una pantalla plana. Un sistema de sonido avanzado produce señales audibles pero también sonidos extra bajos que son especialmente palpables. Consta de un total de 300 asientos.
El nombre Omniversum está compuesto por 'Omnimax' y 'Universum'. Omnimax es el nombre original del sistema de proyección de película utilizado, que más tarde se denominó Cúpula IMAX. 'Universum' recuerda a la característica astronómica de los programas anteriores.
La misión de Omniverse es la siguiente: "Omniverse se esfuerza por el conocimiento sobre la vida humana, la naturaleza y nuestro planeta de una manera especial e impresionante, cosa que es esencial, en particular, para una sociedad sostenible".
Esto se traduce en películas con temas de cultura, naturaleza y ciencia. Música, historia y entretenimiento también se encuentran presentes en ellas. El contenido de las películas se puede comparar perfectamente con programas de televisión como Discovery Channel y National Geographic Channel. Cada una de las películas tienen una duración de aproximadamente una hora.

## Técnica
La proyección de las películas de tipo IMAX se produce debido a la medida de la pantalla y al uso de una luz xenón de 15.000 vatios que está refrigerada por agua. Una película de tres cuartos de hora (45 minutos) tiene una longitud de 4,5 km y un peso de 100 kg. Para realizar una película de Omniversum, se tiene que utilizar cámaras especiales IMAX. De media, se tarda dos años al realizar una película IMAX y cuestan hasta 12 millones de euros.

## Historia
En 1976, el entonces conocido como planetario Sijthoff, el cual data de 1934, fue destruido debido a un incendio. Inmediatamente después de este incendio, se empezó a configurar un nuevo planetario. En este nuevo teatro, se mostrarían tanto las representaciones tradicionales de los planetarios como las películas de tipos IMAX. Omniversum se inauguró en 1984 y fue el primer teatro IMAX en Europa.

#### DolphinsyWild Safari
En 2005, el documental Dolphins atrajo un total de 300.000 visitantes, por lo cual se trataría de la película más visitada de la historia de Omniversum y el documental mejor visitado de los Países Bajos.
En febrero de 2007, la película Wild Safari fue sustituida inmediatamente por la llamada Africa: The Serengeti. La película Wild Safariva tuvo que ser reemplazada porque era "desagradable", según los espectadores. La combinación de la gran pantalla y los viajes en jeep hicieron de esta película una experiencia muy desagradable para las personas.
También en 2007, el documental Dolphins llegó a la cifra de 407.281 espectadores. Con este número de visitantes, el documental no solo es el más visitado en los Países Bajos, sino también en el resto del mundo. Anteriormente, Nueva York estaba en primera posición.
En 2012, Omniversum dio la bienvenida al visitante número 600.000.
- Datos: Q3916005
- Multimedia: Omniversum / Q3916005